# ドルス・デ・フリース
ドルス・デ・フリース（Dorus de Vries, 1980年12月29日 - ）は、オランダ・ベヴァーワイク出身の元サッカー選手。現役時代のポジションはゴールキーパー。

## 経歴
1999年にテルスターでキャリアを始め、2003年にはエールディヴィジのADOデン・ハーグに移籍した。
2006年、スコティッシュ・プレミアリーグに所属しているダンファームリン・アスレティックFCのトライアルに合格し、移籍した。
2007年7月6日、スウォンジー・シティAFCに移籍した。

## タイトル
セルティックFC
- スコティッシュ・リーグ・カップ 2016-17, 2017-18
- スコティッシュ・プレミアシップ 2016-17, 2017-18
- スコティッシュ・カップ 2016-17, 2017-18